# Aleuropteryx umbrata
Aleuropteryx umbrata är en insektsart som beskrevs av Zeleny 1964. Aleuropteryx umbrata ingår i släktet Aleuropteryx och familjen vaxsländor. Inga underarter finns listade i Catalogue of Life.